# Valois Margit savoyai hercegné
Valois Margit (Marguerite de France, duchesse de Berry) (Saint-Germain-en-Laye kastély, 1523. június 5. – Torinó, 1574. szeptember 15.), a Valois-ház angoulême-i ágából való francia királyi hercegnő, Berry hercegnője, Savoyai Emánuel Filibert herceggel 1559-ben kötött házassága révén savoyai hercegné.

## Élete
I. Ferenc francia király és I. Klaudia breton hercegnő legkisebb gyermeke és negyedik leánya. Három bátyja (Ferenc, Henrik, Károly) és három nővére (Lujza, Sarolta, Magdolna) volt.
Szülei 1514. május 18-án kötöttek házasságot. Anyja, Klaudia hercegnő XII. Lajos francia királynak és Bretagne-i Anna leánya. (XII. Lajos néhány hónapig VIII. Henrik angol király sógora volt, mivel nőül vette annak húgát, Tudor Mária hercegnőt. Anna hercegnő XII. Lajos második felesége volt, akitől két leánya született, Valois Klaudia és Valois Renáta. Mária pedig Lajos király harmadik hitvese volt, tőle azonban nem született gyermeke. A hercegnő olyan rokonsággal büszkélkedhetett, mint például apai nagynénje, Navarrai Margit hercegnő és sógornője, Medici Katalin francia királyné.
Margit édesanyja nyolcadik gyermeke születésébe halt bele 1524-ben, mindössze 25 évesen, ekkor a kishercegnő még csupán egyesztendős volt. 1530 augusztusában I. Ferenc király ismét megnősült. Új választottja V. Károly német-római császár nővére, Habsburg Eleonóra főhercegnő, Őrült Johanna királynő és Szép Fülöp főherceg legidősebb gyermeke, aki I. Mánuel portugál király özvegye volt.
Ebből a frigyből nem születtek gyermekek, s házasságuk igen boldogtalannak bizonyult Ferenc állandó nőügyei miatt. A királyné 1558-ban halt meg, tizenegy évvel második férje után. (Előző házasságából Eleonórának két gyermeke született: Károly és Mária. Ferenc 1547-ben halt meg, 52 évesen, ezért lányának kiházasítása a következő francia király, II. Henrik feladata lett, aki Margit bátyja volt.)
1538. végén I. Ferenc és V. Károly német-római császár felvetették egy esetleges házasság tervét Margit és Károly fia, Fülöp herceg között, aki később II. Fülöp néven spanyol uralkodó lett, és első felesége VIII. Henrik király idősebbik leánya, Tudor Mária angol királynő volt. (Az eljegyzés végül nem következett be.)

## Házassága
1559. április 3-án Spanyolország és Franciaország megkötötték a cateau-cambrésis-i békeszerződést. Ennek értelmében II. Fülöp spanyol király két dinasztikus esküvőt erőszakolt ki: Június 22-én a frissen megözvegyült II. Fülöp király a párizsi Notre Dame-ban – per procurationem, azaz képviselők útján – feleségül vette Valois Margit unokahúgát, II. Henrik leányát, Valois Erzsébet hercegnőt (1545–1568). Július 10-én pedig a már 36 esztendős Margit hercegnő nőül ment Savoya és Piemont uralkodójához, a nála öt évvel fiatalabb Savoyai Emánuel Filibert herceghez, II. Fülöp spanyol király szövetségeséhez, a Német-római Birodalom hűbéreséhez. (A két esküvőt tragikus esemény árnyékolta be. Június 30-án, a békekötésnek és Erzsébet esküvőjének megünneplésére rendezett lovagi tornán II. Henrik francia királyt tragikus baleset érte, ennek következtében hosszú szenvedés után július 10-én, Margit esküvőjének napján meghalt).

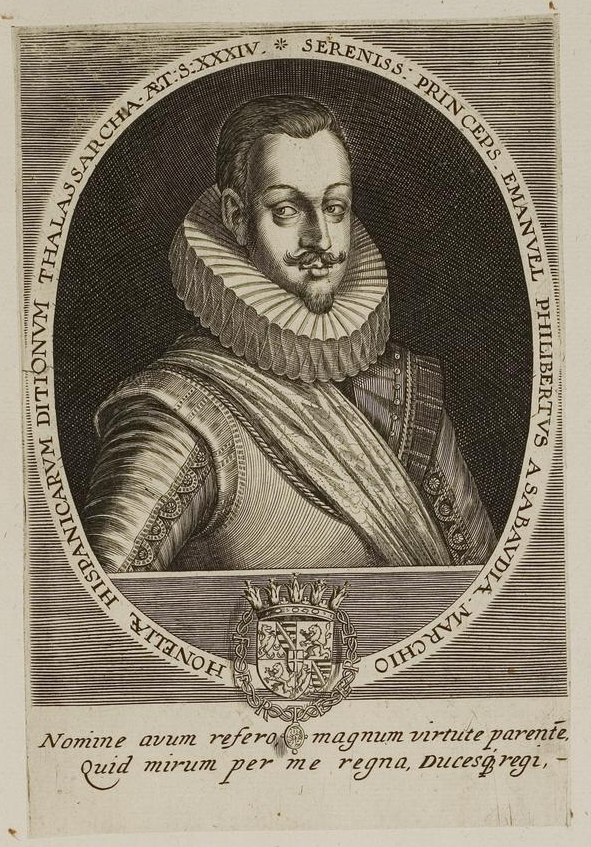
Férje, Emánuel Filibert savoyai herceg

Három évvel később megszületett egyetlen gyermekük:
- Károly Emánuel (1562–1630), 1580-tól 50 éven át I. Károly Emánuel néven Savoya uralkodó hercege, aki 1585-ben saját unokahúgát, Katalin Mihaéla spanyol infánsnőt (1567–1597), II. Fülöp spanyol király és Valois Erzsébet spanyol királyné leányát vette feleségül.

A sors furcsa fintora, hogy a Valois Margit francia hercegnő egyetlen fia később egy olyan spanyol infánsnőt vett feleségül, akinek apját, II. Fülöp királyt annak idején éppen Margit vőlegényéül szántak a gyermekek édesapái. (II. Henrik király leánya, Valois Erzsébet II. Fülöp spanyol király felesége volt, leányukat Erzsébet nagynénjének fia, Károly Emánuel vette nőül később. (A házasságból 10 gyermekük született: Fülöp, Viktor Amadé, Emánuel Filibert, Margit, Izabella, Móric, Mária, Erzsébet, Tamás Ferenc – Savoyai Jenő carignani herceg nagyapja – és Anna.)
Margit mindössze 15 évnyi házasság után távozott az élők sorából, magára hagyva özvegyét, a herceget, és egyetlen fiát, az akkor mindössze 12 éves Károly Emánuelt. Férje hat évvel később követte őt a sírba.